# La Chapelle-du-Noyer
La Chapelle-du-Noyer é uma comuna francesa na região administrativa do Centro, no departamento Eure-et-Loir. Estende-se por uma área de 13,25 km². Em 2010 a comuna tinha 1 208 habitantes (densidade: 91,2 hab./km²).